# John McKenzie (Eishockeyspieler)
John Albert „Johnny“ McKenzie (* 12. Dezember 1937 in High River, Alberta; † 8. Juni 2018 in Boston, Massachusetts, USA) war ein kanadischer Eishockeyspieler und -trainer, der im Verlauf seiner aktiven Karriere von 1953 bis 1979 unter anderem 760 Spiele für die Chicago Black Hawks, Detroit Red Wings, New York Rangers und Boston Bruins in der National Hockey League (NHL) sowie 546 weitere für die Philadelphia Blazers bzw. Vancouver Blazers, Minnesota Fighting Saints, Cincinnati Stingers und New England Whalers in der World Hockey Association (WHA) auf der Position des rechten Flügelstürmers bestritten hat. Mit den Boston Bruins gewann McKenzie in den Jahren 1970 und 1972 den Stanley Cup.

## Karriere
Mit 19 Jahren verließ McKenzie seine Heimatprovinz Alberta und wechselte zu den St. Catharines Teepees, bei denen er die Scorerliste vor den etwas jüngeren Bobby Hull und Stan Mikita anführte.
Sein Debüt in der National Hockey League (NHL) gab er in der Saison 1958/59 bei den Chicago Black Hawks. Nachdem ihm in seinem ersten Jahr der Durchbruch nicht gelungen war, holten die Detroit Red Wings ihn im Intra-League Draft zur Saison 1959/60. Nach einem ganzen Jahr in der NHL pendelte er zwischen Detroit und den Hershey Bears aus der American Hockey League (AHL). 1962 holten die Black Hawks ihn zurück, doch er wurde weiterhin in der AHL eingesetzt, nun bei den Buffalo Bisons. Die Saison 1963/64 spielte er wieder in der NHL und bis auf einen kurzen Abstecher zu den St. Louis Braves in der Central Professional Hockey League (CPHL) verblieb er nun in der NHL. Im Sommer 1965 wechselte er zu den New York Rangers, die ihn nach einem halben Jahr an die Boston Bruins weitergaben.
In Boston fand er endlich eine Heimat. In seinem zweiten Jahr dort wurde er in einer Reihe mit Fred Stanfield und Johnny Bucyk aufgestellt und entwickelte sich mit 30 Jahren zu einem Topscorer. In der Saison 1969/70 war er erstmals unter den besten zehn Scorern der NHL und gewann mit den Bruins um Bobby Orr und Phil Esposito seinen ersten Stanley Cup. Bei seinen Gegenspielern war er nicht sehr beliebt. Er reizte sie oft, bis sie die Fassung verloren, doch bei körperlichen Auseinandersetzungen war er selbst nur selten beteiligt. Dies überließ er den körperlich stärkeren Mannschaftskameraden. In der Saison 1970/71 erreichte er mit 77 Punkten eine persönliche Bestmarke und im Jahr darauf holte er mit den Bruins seinen zweiten Cup.
Im Jahr darauf folgte er dem Ruf aus der neu gegründeten World Hockey Association (WHA), wo er bei den Philadelphia Blazers anheuerte. Als einer der erfahrenen Spieler im Team zählte er auch zu den besten Scorern. So war er auch im Kader des kanadischen Teams, das in der Summit Series 1974 die WHA gegen die Nationalmannschaft der Sowjetunion vertrat. Zur Saison 1975/76 wechselte er im Tausch für George Morrison, Don Tannahill sowie den Transferrechten an Wally Olds und Joe Micheletti zu den Minnesota Fighting Saints. Nachdem das Team im Februar aufgelöst worden war, spielte er die Saison bei den Cincinnati Stingers zu Ende. Als man in Minnesota im Jahr darauf einen neuen Anlauf nahm und versuchte möglichst viele bekannte Gesichter im Kader präsentieren zu können, war er auch wieder dabei. Nach der neuerlichen Pleite wechselte er zu den New England Whalers. Hier blieb er zweieinhalb Jahre. Als die WHA aufgelöst wurde und vier Teams in die NHL aufgenommen wurden, beendete der inzwischen 42-Jährige seine Karriere.
Bei den Whalers hatte er einen derart bleibenden Eindruck hinterlassen, dass sein Trikot mit der Nummer 19 gesperrt wurde. Neben J. C. Tremblay von den Nordiques de Québec und Frank Finnigan von den Ottawa Senators ist er der dritte Spieler, dessen Nummer von einem NHL-Team gesperrt wurde, obwohl er für dieses Team nie in der NHL gespielt hatte. Nach dem Umzug der Whalers wurde die Nummer bei den Carolina Hurricanes wieder vergeben. Nelson Emerson war der erste Spieler, der diese Nummer für das Franchise in der NHL trug. McKenzie verstarb am 8. Juni 2018 im Alter von 80 Jahren im Großraum Boston.

## Erfolge und Auszeichnungen
| - 1958 Eddie Powers Memorial Trophy - 1963 Calder-Cup-Gewinn mit den Buffalo Bisons - 1963 AHL First All-Star Team - 1970 Teilnahme am NHL All-Star Game - 1970 Stanley-Cup-Gewinn mit den Boston Bruins - 1970 NHL Second All-Star Team | - 1972 Teilnahme am NHL All-Star Game - 1972 Stanley-Cup-Gewinn mit den Boston Bruins - 1973 Teilnahme am WHA All-Star Game - 1979 Sperrung der Trikotnummer 19 durch die Hartford Whalers - 2010 Aufnahme in die WHA Hall of Fame |

## Karrierestatistik

### International
Vertrat Kanada bei:
- Summit Series 1974

(Legende zur Spielerstatistik: Sp oder GP = absolvierte Spiele; T oder G = erzielte Tore; V oder A = erzielte Assists; Pkt oder Pts = erzielte Scorerpunkte; SM oder PIM = erhaltene Strafminuten; +/− = Plus/Minus-Bilanz; PP = erzielte Überzahltore; SH = erzielte Unterzahltore; GW = erzielte Siegtore; 1 Play-downs/Relegation; Kursiv: Statistik nicht vollständig)

### WHA-Trainerstatistik
(Legende zur Trainerstatistik: Sp oder GC = Spiele insgesamt; W oder S = erzielte Siege; L oder N = erzielte Niederlagen; T oder U = erzielte Unentschieden; OTL oder OTN = erzielte Niederlagen nach Overtime oder Shootout; Pts oder Pkt = erzielte Punkte; Pts% oder Pkt% = Punktquote; Win% = Siegquote; Resultat = erreichte Runde in den Play-offs)